# 怪傑ズバット
もしかして
- 快傑ズバット

ではありませんか？